# Deklarace tisíciletí
Deklarace tisíciletí (Millennium Declaration) je rezoluce Spojených národů, převzatá k osmému plenárnímu setkání Summitu Tisíciletí z 8. září 2000 s osmi hlavními vývojovými cíli.
Implementace Deklarace byla přezkoumána na Světovém Summitu v září 2005.
Tyto cíle byly předmětem kontroverze v otázkách uskutečnitelnosti a závaznosti mezinárodních dlouhodobých pomocných snah na začátku 21. století.

## Cíle
Deklarace tisíciletí má 8 cílů, přejatých od 189 vůdců během summitu:
1. Vymýtit nejvyšší chudobu a hlad
2. Dosáhnout universálního primárního vzdělání
3. Povýšit rovnoprávnost pohlaví a delegovat více moci ženám
4. Zredukovat dětskou úmrtnost
5. Zlepšit zdraví rodiček
6. Bojovat s HIV/AIDS, malárií a dalšími nemocemi
7. Zajistit udržitelnost životního prostředí
8. Vyvinout globální partnerství pro vývoj